# Дюррлауїнген
Дюррлауїнген (нім. Dürrlauingen) — громада в Німеччині, знаходиться в землі Баварія. Підпорядковується адміністративному округу Швабія. Входить до складу району Гюнцбург. Складова частина об'єднання громад Гальденванг.
Площа — 12,34 км2. Населення становить 1643 ос. (станом на 31 грудня 2020).

## Галерея

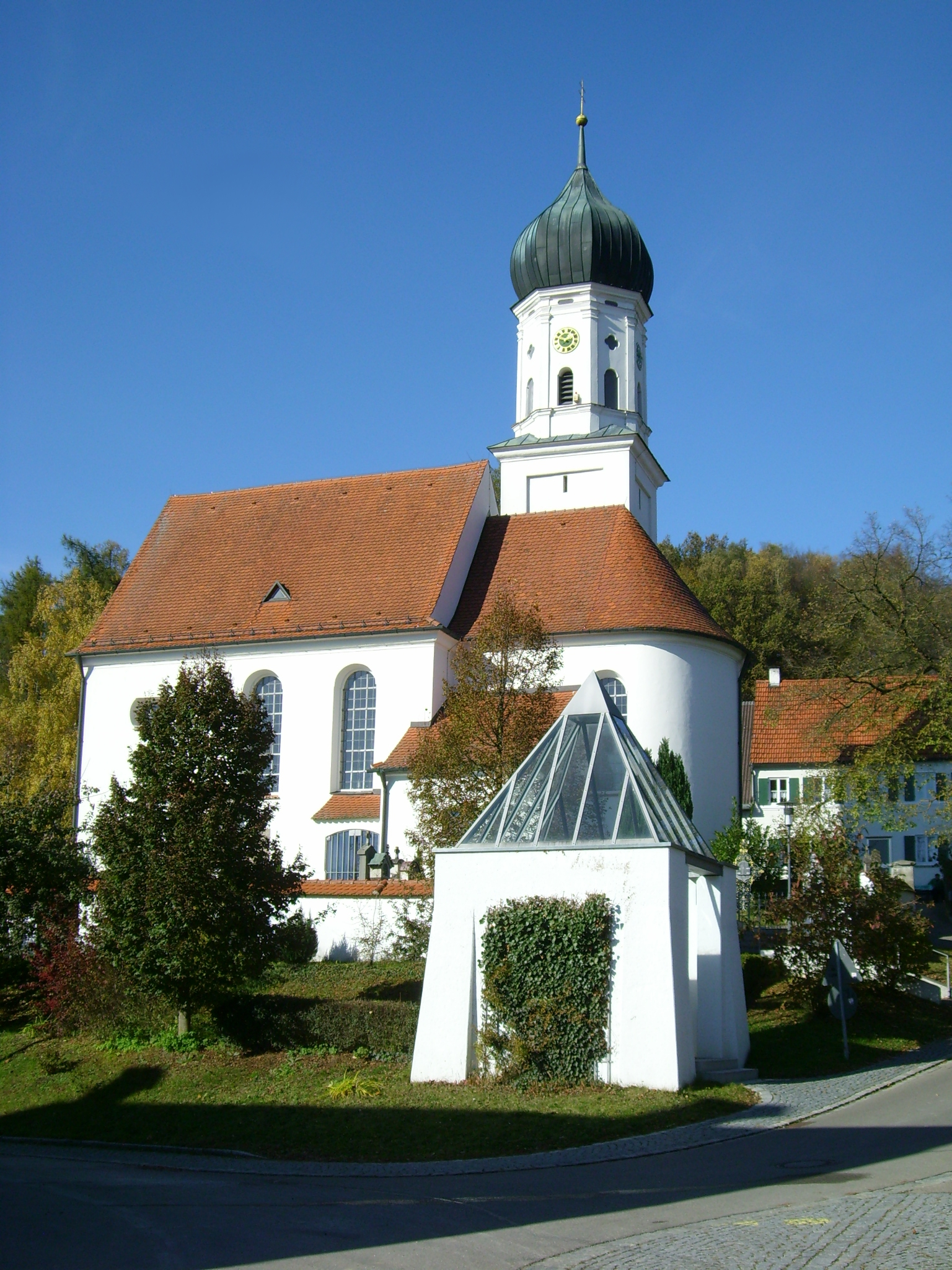
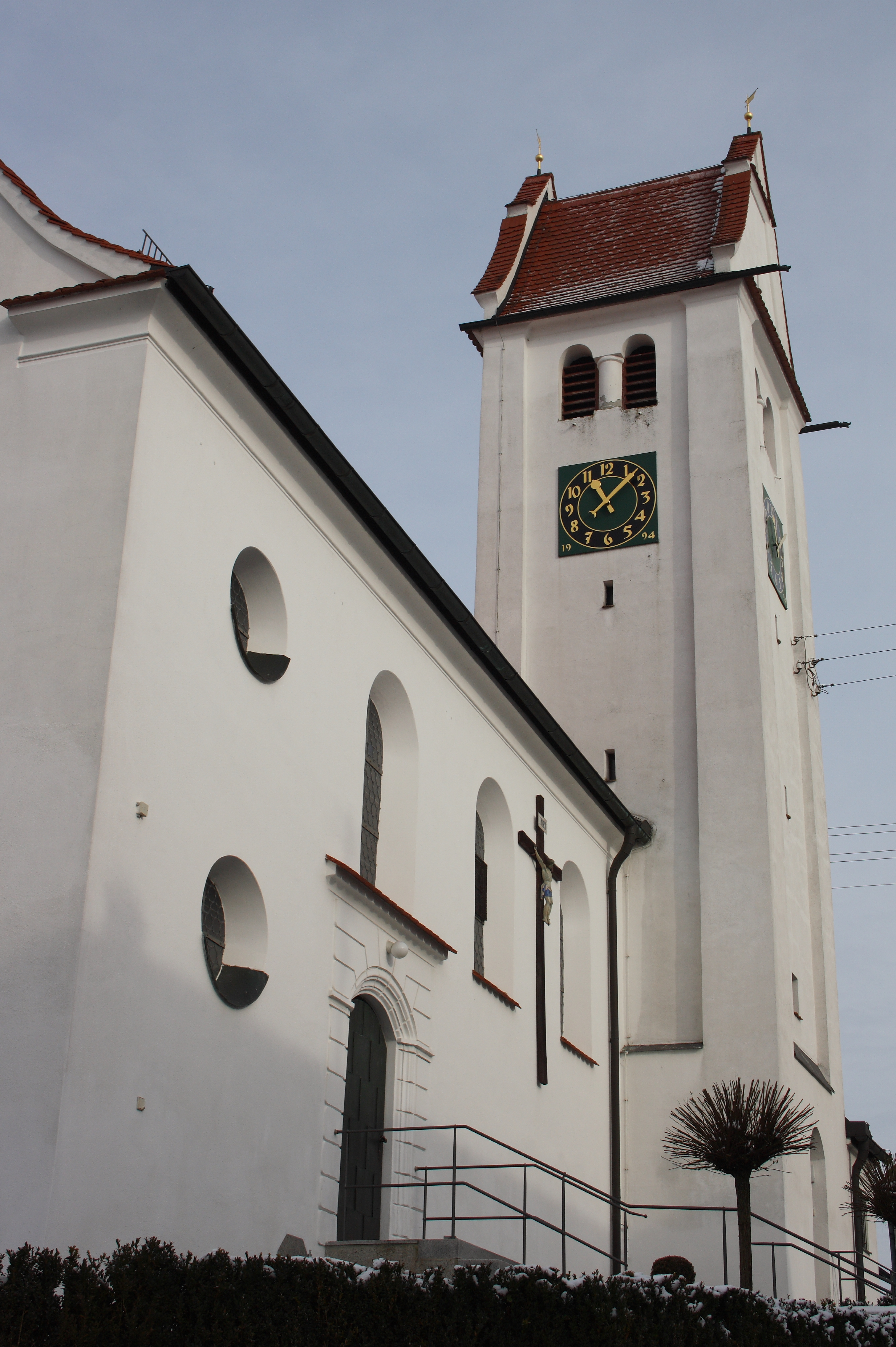
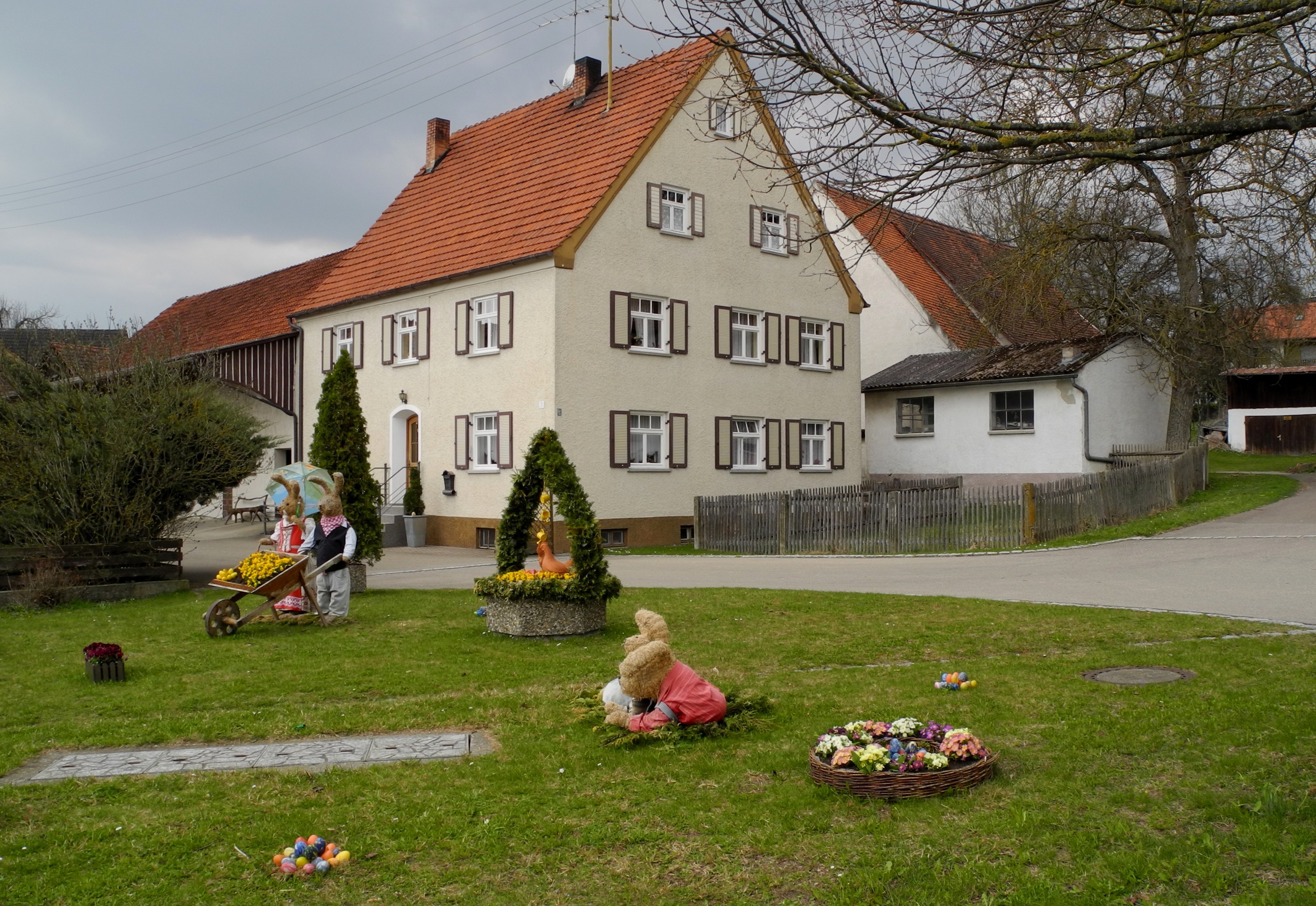
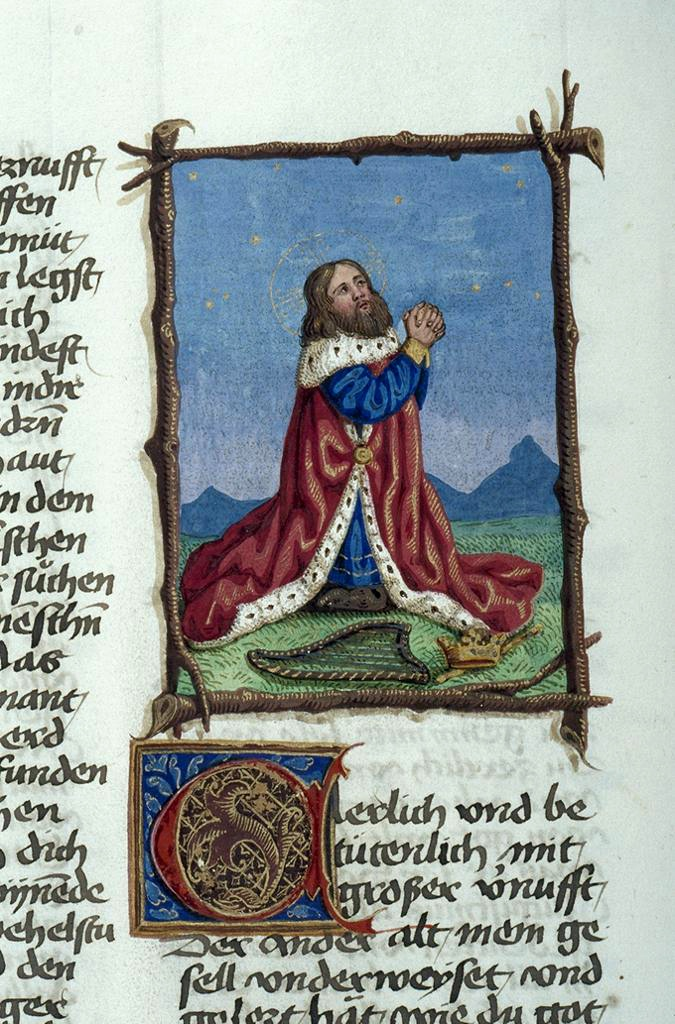